# Środek probacyjny
Środek probacyjny – instytucja prawa karnego materialnego i wykonawczego realizująca wychowawcze i szczególnoprewencyjne cele reakcji prawnokarnej sprawcy przestępstwa.
Środek probacyjny służy resocjalizacji uznanego za winnego zarzucanego mu czynu zabronionego, zazwyczaj stosowany wobec osób zagrożonych lub skazanych na karę pozbawienia wolności. W tym wypadku instytucja daje szansę sprawcy na poprawę w warunkach wolnościowych, bez wykonywania kary w całości lub części albo uniknięcie kary w przypadku pozytywnego przebiegu próby przy warunkowym umorzeniu postępowania karnego.
Ogólnym warunkiem jego zastosowania wobec sprawcy jest pozytywna prognoza kryminologiczna przejawiająca się w założeniu, że dotychczasowa postawa skazanego oraz jego zachowanie po popełnieniu przestępstwa dają duże prawdopodobieństwo przestrzegania przez niego porządku prawnego w przyszłości. Środek probacyjny stosowany jest przez okres próby, podczas którego zachowanie skazanego sprzeczne z nałożonymi na niego obowiązkami może skutkować zarządzeniem wykonania orzeczonej wobec niego kary (art. 75 k.k.), podjęciem warunkowo umorzonego postępowania karnego (art. 68 k.k.) albo odwołaniem warunkowego przedterminowego zwolnienia (art. 160 k.k.w.).
W polskim prawie karnym wyróżnia się następujące postaci środków probacyjnych:
- warunkowe zawieszenie wykonania kary
- warunkowe przedterminowe zwolnienie z kary pozbawienia wolności
- warunkowe umorzenie postępowania karnego
- uznanie środka karnego za wykonany
- uznanie kary ograniczenia wolności za wykonaną w części lub całości.

Nadto orzekając którąś z trzech pierwszych ww. instytucji prawa karnego, sąd może ustanowić w wyznaczonym okresie próby tzw. obowiązki probacyjne (czyli takie, które związane są z tymże okresem próby), określone w art. 72 k.k.